# Hyacinthoides hispanica
Hyacinthoides hispanica là một loài thực vật có hoa trong họ Măng tây. Loài này được (Mill.) Rothm. mô tả khoa học đầu tiên năm 1944.

## Hình ảnh

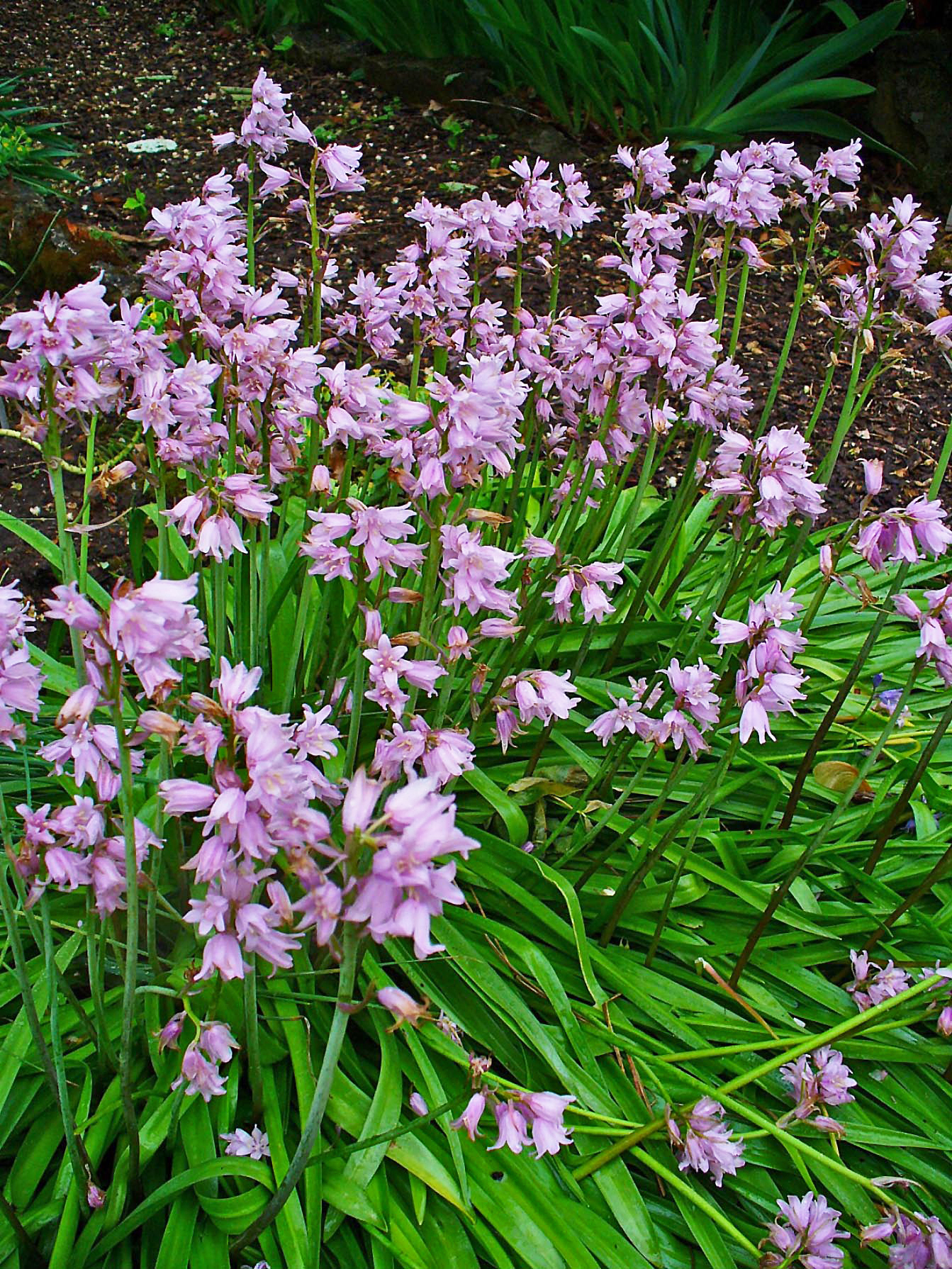
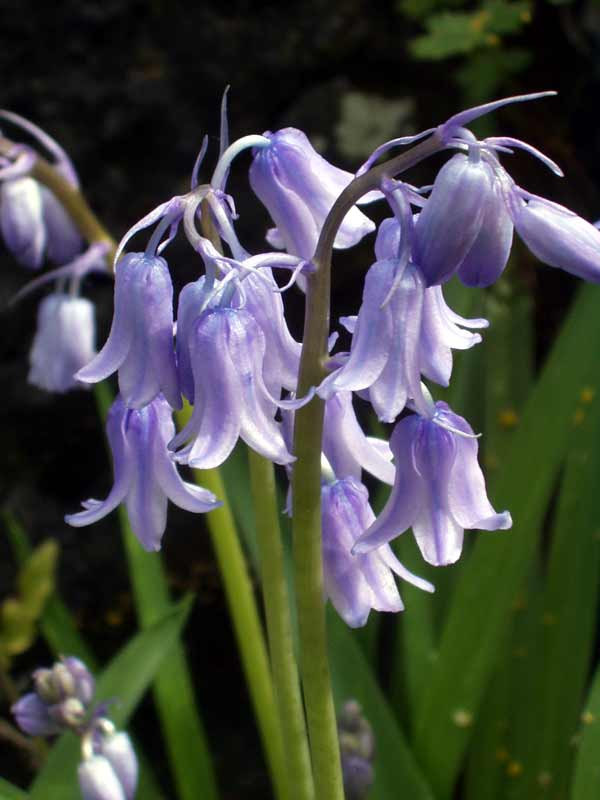
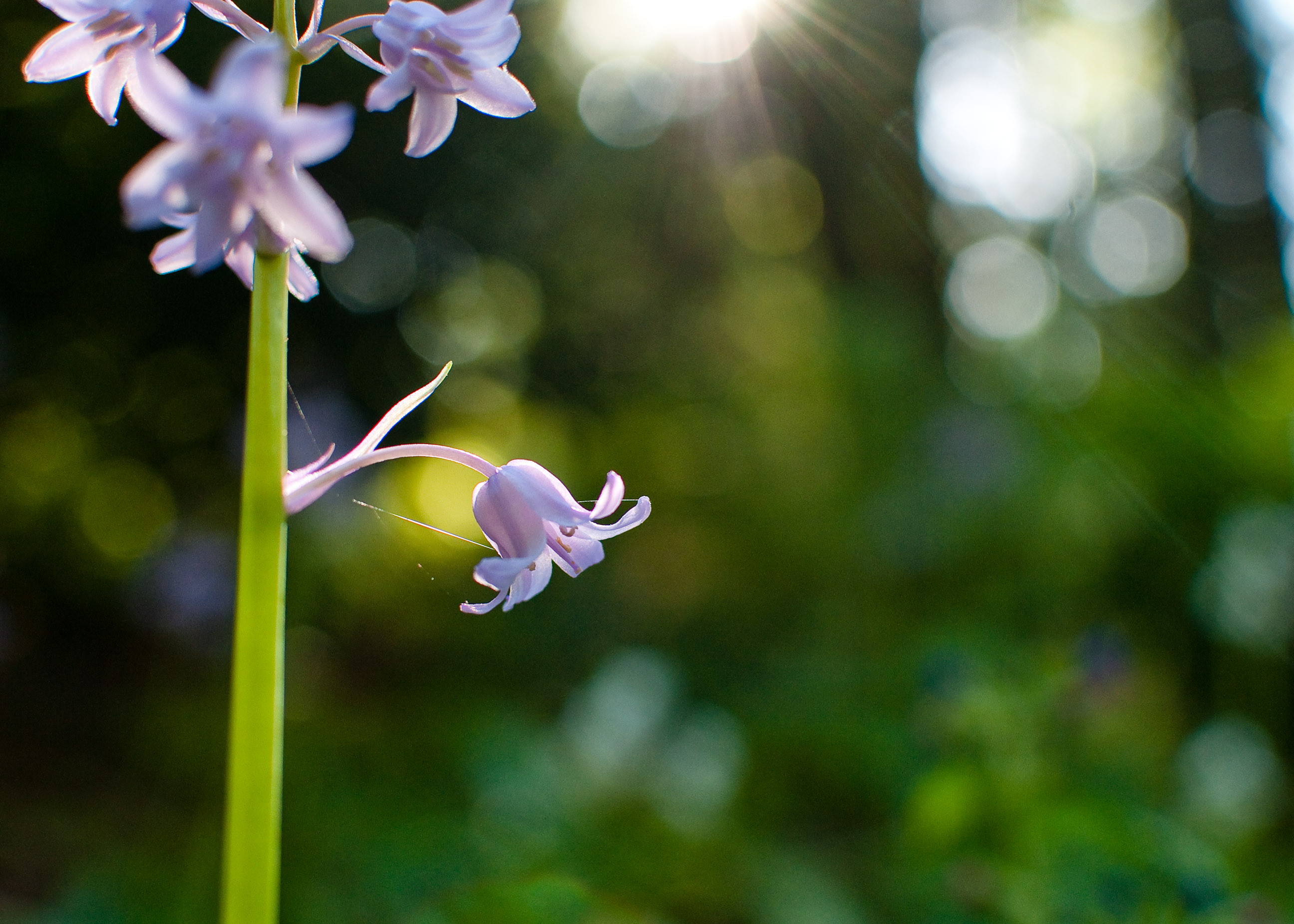
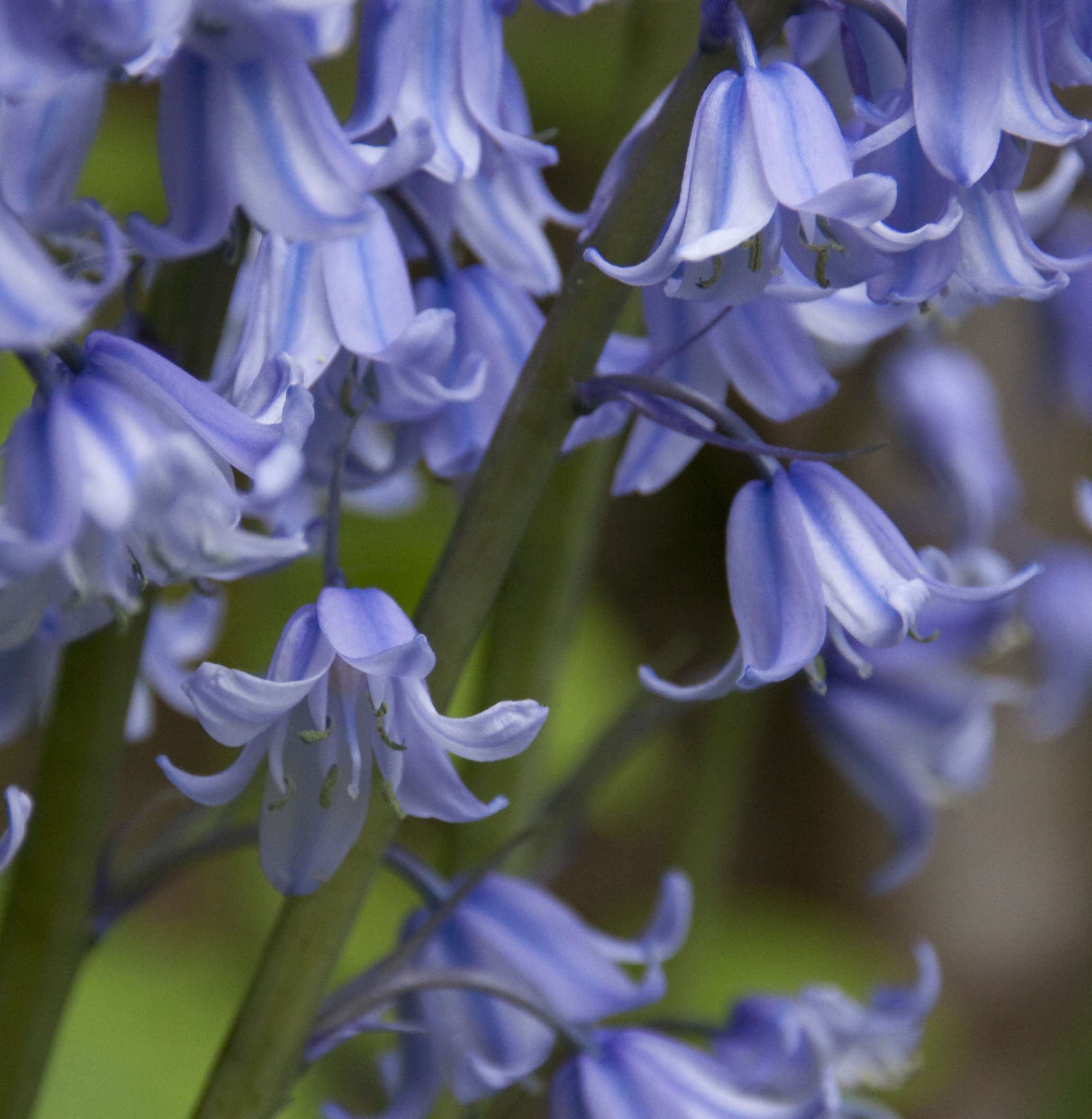